# NMS Bern

Logo bis 2022

Die NMS Bern ist eine Schule in Bern, die aus Volksschule, Gymnasium, Fachmittelschule und Pädagogischen Hochschulinstitut (PH NMS Bern vormals IVP NMS) besteht. Insgesamt wird die Schule von etwa 850 Schülern sowie am PH-Institut NMS von 250 Studierenden besucht.

## Geschichte
Die NMS Bern wurde als freie evangelische Mädchenschule (Neue Mädchenschule) im Jahre 1851 gegründet. Der Unterricht für 63 Schülerinnen fand in gemieteten Räumen an der Marktgasse 80 statt. Erst 136 Jahre später wurden auch Knaben in der Schule aufgenommen. Zwei Jahre nach der Gründung eröffnete das Lehrerinnenseminar der NMS seine Pforten: Hier wurden bis zum Beginn des 20. Jahrhunderts 40 % der Lehrerinnen des Kanton Berns ausgebildet. Nach dem Bau des Schulgebäudes am Waisenhausplatz, das auch heute noch als Hauptgebäude genutzt wird, richtete die Schule – als erste in der Stadt Bern – 1877 einen Froebel-Kindergarten ein, zwanzig Jahre danach bildete die Schule neben Lehrerinnen auch Kindergärtnerinnen aus. Erst über hundert Jahre nach der Gründung der Schule, ab 1974, begann der Kanton Bern mit regelmässigen Beiträgen von 30 bis 40 % die Schule mitzufinanzieren. Im Laufe der nächsten drei Jahrzehnte wurden die Diplommittelschule (heute Fachmittelschule), das Gymnasium sowie des Berner Seminar für Erwachsenenbildung (welches sich später von der Schule verselbständigt) an der Schule gegründet, während mit dem umgebauten Aarhof am Ufer der Aare ein neuer Standort für die Volksschule gefunden werden konnte. Seit dem Sommer 2019 führt die NMS Bern auch die Primarschule Guttannen als externen Standort.
2001 eröffnete an der NMS das tertiäre Institut für die Aus- und Weiterbildung von Lehrkräften, welches der Universität Bern angegliedert war und das Lehrer- und Kindergärtner-Seminar ersetzen würde. Nur vier Jahre später wurde die Lehrerausbildung im Kanton Bern allerdings der Pädagogischen Hochschule Bern überantwortet, sodass das Institut Vorschulstufe und Primarstufe (IVP NMS) einerseits eine Abteilung der NMS bildete, gleichzeitig aber der PH Bern angegliedert war. Seit dem 1. Februar 2023 tritt das Institut Vorschulstufe und Primarstufe (IVP NMS) unter dem neuen Namen «Pädagogisches Hochschulinstitut NMS Bern» (PH NMS Bern) als ein eigenständiges Hochschulinstitut unter dem Dach des Vereins NMS Bern auf. 

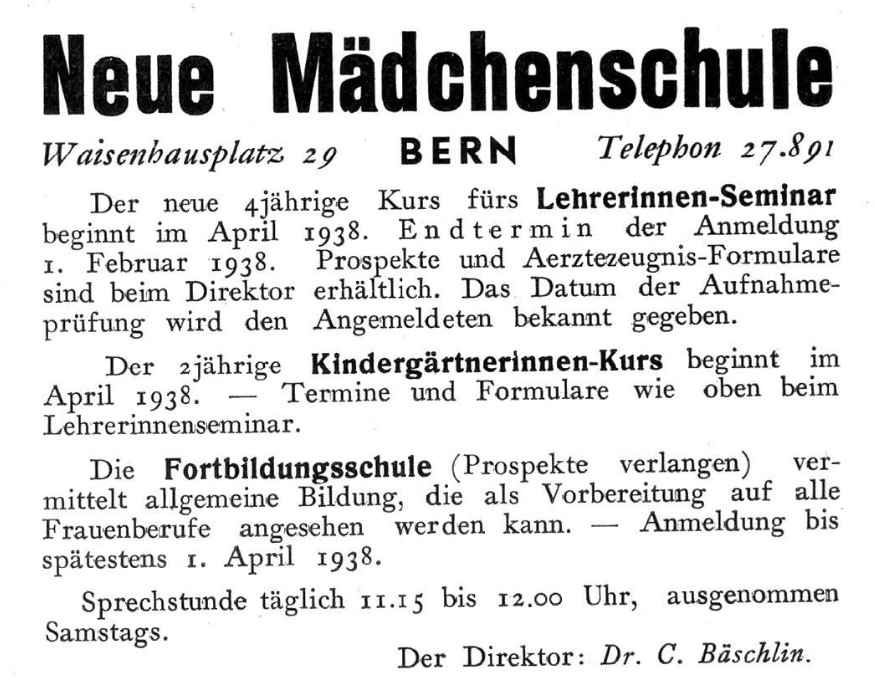
Inserat von 1937

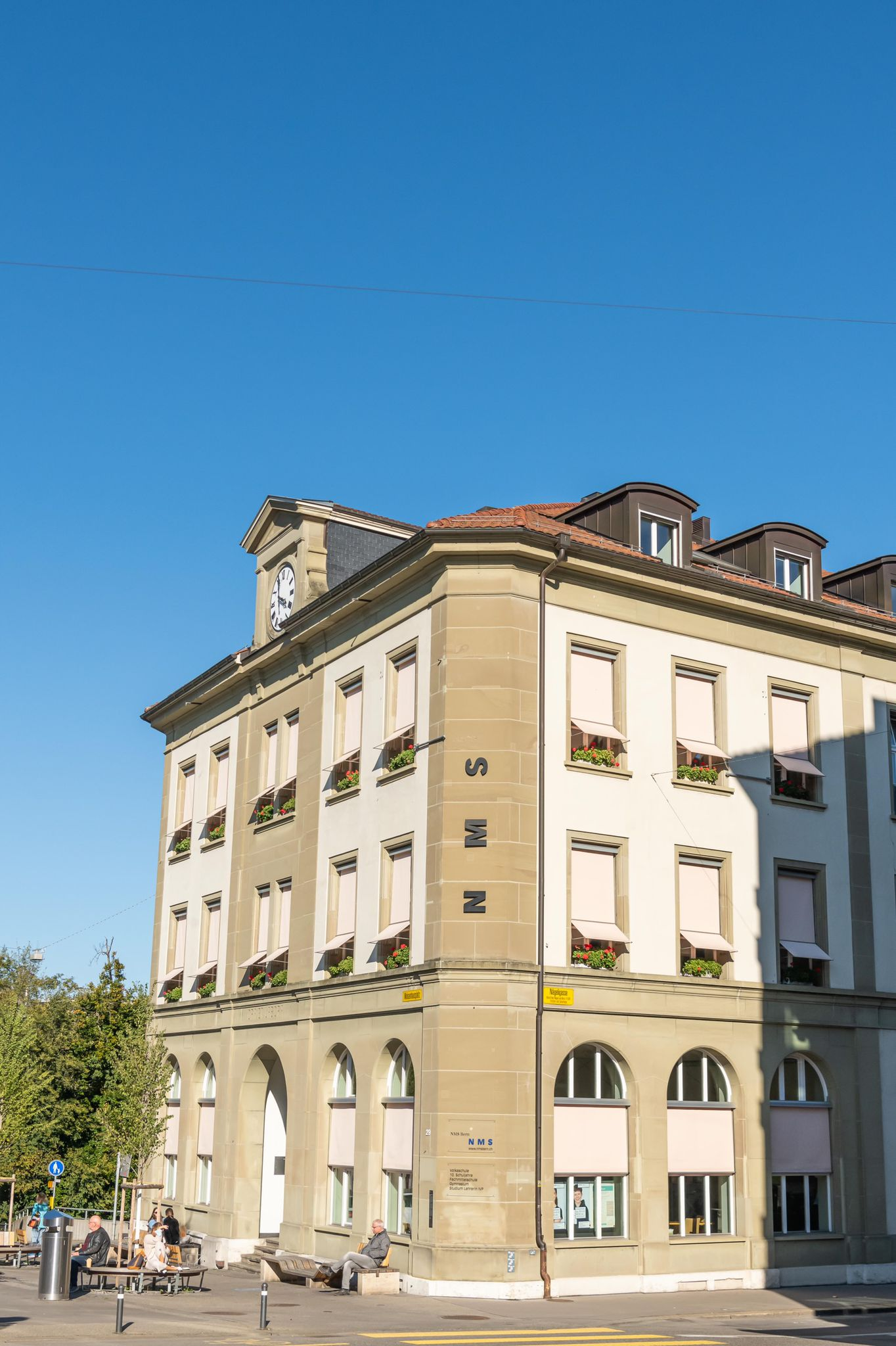
Hauptgebäude der NMS Bern

Aus der Neuen Mädchenschule wurde 1987 – mit der Aufnahme der ersten männlichen Schüler – zur Neue Mittelschule Bern, später nannte sich die Schule Pädagogisches Ausbildungszentrum NMS, heute nun lautet der offizielle Name NMS Bern.

## Abteilungen

### Volksschule
Die Volksschule richtet sich nach dem Lehrplan des Kantons Bern. Sie besteht aus der Primar- (1.–6. Klassen, inkl. Progymnasium ab 5. Klasse) und der Sekundarstufe 1 (Oberstufe: 7.–10. Klassen). Ab der 7. Klasse werden 3 Niveaus geführt: 4-jährige Sekundarschule, 3-jährige Sekundarschule, Untergymnasium. Unterrichtet wird an der Oberstufe mit dem innovativen Modell „Lernwelt“ (von der OECD ausgezeichnet).
Die Primarschule bietet Tagesbetreuung an. Neben dem regulären Unterricht verbringen die Kinder die Mittagszeit mit der Klassenlehrperson. Nach Schulschluss werden Hausaufgaben- und Kinderbetreuung angeboten.
An der Primarschule sind Begabungsförderung und erste Schritte im eigenständigen Lernen eingebaut. Der Fremdsprachenunterricht beginnt in der 1. Klasse (Englisch). Französisch folgt ab der 3. Klasse. Die Inhalte werden zuerst spielerisch, danach strukturierter vermittelt.
An allen Klassen der Volksschule werden regelmässig Beratungen mit jedem Kind durchgeführt, was zu einem vertrauensvollen Verhältnis zwischen Lernenden und Lehrperson führt.
An der Oberstufe ist der Unterricht nach dem Modell „Lernwelt“ organisiert. In Deutsch, Französisch, Mathematik, Englisch und „Natur-Mensch-Gesellschaft NMG“ vermitteln die Lehrpersonen in 20-Min-Einheiten Inputs, anhand derer Lernende im Atelier eigenständig weiterarbeiten. Ausgewertet werden diese Arbeiten in einem folgenden Input. Parallel finden interaktive Einheiten statt, wo aktives Mitmachen und Handeln im Zentrum stehen. Alle anderen Fächer werden in regulären Lektionen unterrichtet.
Englisch wird an der Oberstufe in Niveaugruppen geführt. Am Ende der 9. Klasse werden die europäischen Sprachdiplome A2/B1/B2 angestrebt. Französisch kann ebenfalls mit einem Sprachdiplom (A2/B1) abgeschlossen werden. In der 9. Klasse findet ein obligatorischer Sprachaufenthalt in einem selber gewählten Sprachgebiet statt.
Am Ende der 4-jährigen Sekundarschule (10. Klasse) kann mit einer Vergleichsprüfung der Sekundarstufenabschluss des Kantons Bern erlangt werden. Die 3-jährige Sekundarschule bereitet sowohl auf die Berufslehre als auch auf weiterführende Schulen vor und das Untergymnasium ist der erste Teil der 6-jährigen gymnasialen Ausbildung.

### Fachmittelschule
Die Fachmittelschule ist eine Maturitätsschule, die in drei Jahren zu einem schweizerisch anerkannten Fachausweis und in einem vierten Jahr zu einer Fachmaturität führt. Während der Fachausweis den Zugang zu Höheren Fachschulen eröffnet, bildet die Fachmaturität die Zulassungsvoraussetzung entweder für Fachhochschulen (Berufsfelder Gesundheit und Sozial Arbeit) oder für Pädagogische Hochschulen (Berufsfeld Pädagogik).
Neben ihrem allgemeinen Ziel – dem Erreichen der Studierfähigkeit – fokussiert die FMS der NMS Bern seit 2008 auf die Förderung der Selbständigkeit und die Unterstützung der Persönlichkeitsentwicklung. Eine besondere Rolle spielt dabei die eigens dafür entwickelte und kontinuierlich weiterentwickelte (in der Einführungsphase wissenschaftlich begleitete) «Pädagogische Lernumgebung Sekundarstufe II (PLUS)». In diesem Kontext werden die Lernenden an das selbständige Arbeiten, wie es an Hochschulen gefordert ist, schrittweise herangeführt. Die gezielte Förderung der Reflexions- und Selbstregulationsfähigkeiten ist dabei von besonderer Bedeutung. Zum PLUS-Konzept gehören deshalb unter der Bezeichnung «Lernen PLUS» neben einem allmählich grösser werdendem Selbstbestimmungsgrad in Bezug auf das Arbeits- und Lernverhalten auch eine persönliche Begleitung, regelmässige Lerncoachings, begleitete Lernunterstützung sowie (neben fachlichen Leistungen) eine Mitbewertung des Arbeits- und Lernverhaltens.
Die im PLUS erworbenen Fachkompetenzen werden in periodisch stattfindenden Prüfungswochen schriftlich, mündlich und gegebenenfalls praktisch festgestellt. Dadurch werden Lern- und Projektphasen (in welchen Fehler für das Lernen wichtig sind) von Phasen der Lernzielüberprüfung (wo es gilt, Fehler möglichst zu vermeiden) pädagogisch sinnvoll getrennt.
Zusätzlich zum Unterricht in den Fremdsprachen Französisch und Englisch können die Lernenden ab dem zweiten Ausbildungsjahr Sprachzertifikate erwerben (FCE-Zertifikate in Englisch bzw. DELF-Zertifikate in Französisch; Diese Zertifikate werden an Pädagogischen Hochschule für beide Sprachen verlangt).
Erst vor Beginn des dritten Fachmittelschuljahrs entscheiden sich die Lernenden für eines der drei im Kanton Bern angebotenen Berufsfelder: Gesundheit, Soziale Arbeit oder Pädagogik. Die Fachmaturität absolvieren die Lernenden im gewählten Berufsfeld.
Die Fachmittelschule der NMS Bern publiziert einen Studienführer auf ihrer Homepage, in dem das PLUS-Konzept beschrieben wird. Auf der Homepage selbst findet sich das detaillierte, pädagogische Konzept der FMS NMS Bern.

### Gymnasium
Das Gymnasium NMS führt in vier Jahren zu einer kantonal und schweizerisch anerkannten Matura und öffnet damit den Zugang zu einem Studium an Universitäten, Pädagogischen Hochschulen, Eidgenössischen Technischen Hochschulen sowie – mit gewissen Auflagen, z. B. Praktika – auch an Fachhochschulen.
Als Schwerpunktfächer werden Bildnerisches Gestalten, Biologie/Chemie, Musik, Philosophie / Pädagogik / Psychologie, Wirtschaft/Recht und als Ergänzungsfächer Anwendungen der Mathematik, Geschichte, Geographie, Psychologie/Pädagogik, Religionslehre und Sport angeboten.
Im Zentrum steht die Schülerin und der Schüler:
Individuelle Begleitung, Förderung und Wertschätzung gehören ebenso zum Gymnasium wie entwicklungs- und ausbildungsbezogene Leistungsanforderungen. Schülerinnen und Schüler können sich nur dann ihren Möglichkeiten entsprechend entwickeln und ihr Potential ausschöpfen, wenn sie sich im Schulalltag wohl fühlen und ein positives Selbstbild entwickeln. Der respektvolle Dialog zwischen Lehrenden und Lernenden ist ein wesentliches Element der Schulkultur.
Wissen und Kompetenzen:
Was erwarten Universitäten und Hochschulen von Maturandinnen und Maturanden? Dass sie studierfähig seien. Deswegen legen die Verantwortlichen am Gymnasium grossen Wert auf einen sorgfältigen Aufbau von Fachwissen und auf den Aufbau von überfachlichen Kompetenzen – unter dem Motto „Dem Lernen Raum und Zeit geben“. Dabei orientieren sie sich an den klassischen Kategorien Selbst-, Sozial- und Methodenkompetenz; dahinter stehen diverse Kompetenzfelder wie Zeitplanung, Lernstrategien, Umgang mit Texten, Konfliktbewältigung etc. Diese Kompetenzen werden über die vier Jahre hinweg systematisch aufgebaut, und die Schülerinnen und Schüler dokumentieren sie in einem persönlichen Kompetenzenportfolio. Dieser Kompetenzenaufbau erfolgt sowohl im Fachunterricht mit entsprechenden Unterrichtskonzepten und -Gefässen, als auch in Spezialwochen, Praktika und Projekten des selbständig organisierten Lernens (SOL).

### Pädagogisches Hochschulinstitut NMS Bern (ehemals IVP NMS)
Das PH-Institut NMS Bern wurde 2001 als Abteilung der traditionsreichen Bildungsinstitution NMS Bern (ehemals Neue Mittelschule) gegründet und 2005 der deutschsprachigen Pädagogischen Hochschule Bern (PHBern) angegliedert. Seit dem 1. Februar 2023 ist das Pädagogische Hochschulinstitut NMS Bern eigenständig und bildet im Auftrag des Kantons Bern Lehrpersonen für die Primarstufe aus.
Die dazu nötige Akkreditierung als Pädagogische Hochschule wurde dem PH-Institut NMS im März 2022 erteilt. Der Kanton Bern und die weiteren Wohnsitzkantone der Studierenden beteiligen sich mit Pro-Kopf-Beiträgen an der Finanzierung des Instituts. Damit können die Studierenden des PH-Instituts NMS den Studiengang zu gleichen Studiengebühren absolvieren wie an anderen Pädagogischen Hochschulen. Das PH-Institut NMS Bern trägt mit einem Anteil von rund 25 % zur Ausbildung von deutschsprachigen Lehrpersonen für den Kindergarten und die Primarschule im Kanton Bern bei. Aktuell studieren am PH-Institut NMS Bern rund 260 Studierende (200 aus dem Kanton Bern, 60 aus anderen Kantonen AG, FR, LU, SO, VS etc.).
Der 3-jährigen Bachelor-Studiengang für Lehrpersonen der Primarstufe (Kindergarten und 1. – 6. Klasse) des Pädagogischen Hochschulinstituts NMS Bern führt zu einem schweizweit anerkannten Lehrdiplom für die Primarschule. Der Studiengang bietet eine breite musisch-gestalterische Ausbildung. Zudem wird allen Studierenden die Ausbildung auf einem Musikinstrument ermöglicht. In der praktischen Ausbildung im Umfang von 20 Wochen werden Studierenden von Mitarbeitenden des Instituts begleitet und beurteilt.
Am PH-Institut NMS werden mit dem Studienmodell Praxissemester und dem Studienmodell 30+ interessante Studiengangsmodelle angeboten. Das Studienmodell Praxissemester bietet die Möglichkeit, kurz nach Studienbeginn in einem 10-wöchigen Praktikum das Berufsfeld kennen zu lernen. Das Studienmodell 30+ ermöglicht, das Studium ab dem 2. Studienjahr mit einer Teilzeitanstellung an einer Schule zu verbinden.
Das PH-Institut NMS führt einen Bereich Forschung & Entwicklung, in dem anwendungsorientierte Projekte durchgeführt werden. Im Aufbau sind die beiden fachdidaktischen Schwerpunkte „Musik an Primarschulen“ und „Digitales Schreiben“ sowie der Schwerpunkt „Empirische Medienwirkungsforschung“. Zusätzlich erbringt das PH-Institut NMS Dienstleistungen gegenüber Dritten und führt ein Weiterbildungsangebot für Lehrpersonen der Primarstufe.

### Betrieb und Entwicklung
In der Abteilung Betrieb und Entwicklung sind sämtliche Querschnittsfunktionen und -aufgaben der Organisation angegliedert: Finanzen, Informatik, Administration/Sekretariat, Kommunikation, Marketing, HR, Mediothek, Kantine, Hausdienst sowie die Immobilienbewirtschaftung und -entwicklung. Ausserdem werden aus der Abteilung heraus abteilungsübergreifende Entwicklungsprojekte begleitet und durchgeführt.

## Finanzierung
Die NMS Bern ist vereinsrechtlich organisiert. Als Schule privater Trägerschaft deckt sie ihre Kosten je nach Abteilung mit 40 % bis 100 % über Schulgelder (ausgenommen das IVP, welches dieselben Gebühren wie die PH Bern erhebt) und freiwillige Zulagen der Eltern, erhält aber auch Zuschüsse des Kantons.